# Чохалари
Чохалари или Чоала̀ра или Чохалар (на гръцки: Παρθένιο, Партенио или Παρθένος, Партенос, катаревуса Παρθένιον, Партенион, до 1926 година Τσοχαλάρ, Цохалар) е село в Гърция, дем Илиджиево (Халкидона), област Централна Македония с 562 жители (2011).

## География
Селото е разположено в Солунското поле, на около 4 километра южно от Илиджиево (Халкидона).

## История

### В Османската империя
В XIX век Чохалари е турски чифлик в Солунска каза на Османската империя. Носи името си заради производството на чоха.
Църквата „Свети Георги“ е от 1856 година. Александър Синве („Les Grecs de l’Empire Ottoman. Etude Statistique et Ethnographique“), който се основава на гръцки данни, в 1878 година пише, че в Чохалари (Tchiohalari), Воденска епархия, живеят 210 гърци.
В края на XIX землището на селото има площ от 5600 декара и принадлежи на бейовете Маслун и Саледин. Жителите на Чохалари са се занимават със земеделие и животновъдство, като в същото време ловят риба във водите на Долното езеро и Вардар. От 1892 година нататък Чохалари се обслужва от железопътна гара Кърджалиево. Районът страда от малария.
Според статистиката на Васил Кънчов („Македония. Етнография и статистика“) от 1900 година Чолжелер брои 187 жители, всички турци.
Според Христо Силянов след Илинденското въстание в 1904 година цялото село (Чохаларе) минава под върховенството на Българската екзархия. По данни на секретаря на екзархията Димитър Мишев („La Macédoine et sa Population Chrétienne“) в 1905 година в Чохаларе (Tchohalare) има 216 жители българи екзархисти.
При преброяването от 1905 година селото има 109 жители, които според гръцки сведения са предимно гъркомани, а някои българи екзархисти.
Според доклад на Димитриос Сарос от 1906 година Цохалар (Τσοχαλάρ) е славяногласно село във Воденската митрополия със 180 жители с гръцко съзнание. В селото работи гръцко начално смесено училище с 13 ученици и 1 учител.
Според сайта на дем Илиджиево преди 1912 година селото е чифлик, собственост на мюсюлманин, с около 150 жители „македоногласни“ християни екзархисти и патриаршисти и 50 цигани мюсюлмани.
След Младотурската революция в 1909 година жителите на селото изпращат следната телеграма до Отоманския парламент:
| „ | Молим ви от името на 15 семейства българи екзархисти да ни се даде припадающата част от селското ни училище и черкуването ни да става подред в черквата, която е направена с парите на всички селяни, и която още през стария режим е поверена на 19 семейства патриаршисти. От името на българите в с. Чохалари Алексо Трайков. | “ |

### В Гърция
След Междусъюзническата война в 1913 година селото попада в Гърция. Боривое Милоевич пише в 1921 година („Южна Македония“), че Чувалари има 35 къщи славяни християни и 10 къщи цигани мохамедани. В 1926 година името на селото е променено на Партенос, в превод девица. Според едната версия прекръщаването е по името на селото Партенон в Мала Азия, от което е тогавашният учител в Чохалари Калафатидис, а според другата е по името на патриарх Партений Константинополски.
Българското и турското му население се изселва и на негово място са настанени гърци бежанци. В 1928 година Чохалари е представено като чисто бежанско село със 17 бежански семейства и 44 жители бежанци. Според сайта на дем Илиджиево обаче се изселват само мюсюлманските жители в Турция и в 1928 година в селото има 240 души, от които само 50 бежанци понтийци. Постепенно до 1935 година в селото се заселват и власи и каракачани. Жителите се занимават предимно със земеделие и в по-малка степен животновъдство - отглеждат се ориз, царевица, памук, цвекло и аспержи.
В 2001 година има 562 жители, а в 2011 година - 495.